# Kim Småge
Kim Småge (pseudoniem van Anne Karin Thorhus) (Trondheim, 23 juni 1945) is een Noors schrijfster van misdaadromans, jeugdboeken en korte verhalen en freelancejournalist. 

## Biografie

### Achtergrond
Kim Karin Thorhus werd in 1945 geboren in Trondheim als dochter van Rune Sanfrid Thorhus en Hjørdis Wedø. Ze studeerde af als candidatus magisterii aan de Universiteit van Trondheim met de onderwerpen Noors, Engels en aardrijkskunde. Ze was ook de eerste vrouwelijke duikinstructeur van de Norges Dykkeforbund (Noorse duikersvereniging).

### Carrière
Thorhus debuteerde in 1983 als schrijver onder het pseudoniem Kim Småge. Haar debuutroman werd bekroond met de Noorse Rivertonprisen. Småge was de eerste schrijfster die in Noorwegen omschreven werd als "de koningin van de misdaad" en ze wordt beschouwd als een van de grondleggers van de feministische golf in de misdaadliteratuur in Noorwegen. In 1990 ontving ze de Noorse Språklig samlings litteraturpris. Voor haar roman Sub rosa ontving ze in 1993 de Glazen Sleutel en En kjernesunn død werd in 1999 bekroond met de Deense Palle Rosenkrantz-prisen.
In haar eerste twee romans was het hoofdpersonage Hilke, een vrouwelijke duiker. Het hoofdpersonage in haar misdaadromans vanaf Kvinnens lange arm (1992) is politieagent Anne-kin Halvorsen en de verhalen spelen zich af rond het politiekorps van Trondheim, een omgeving die Småge deelt met andere auteurs zoals Fredrik Skagen, Idar Lind en Anne Birkefeldt Ragde. Småge schreef ook twee jeugdboeken, Figurene in 1986 en Interrail in 1988. Kvinnens lange arm (1992) bevat een collectie van korte misdaadverhalen. Småge was voorzitter van de Skandinaviska Kriminalsällskapet en Noords contactpersoon bij de Asociación Internacional de Escritores Policíacos. Småge was tevens bestuurslid van Den norske Forfatterforening (Noorse schrijversvereniging) van 1987 tot 1991 en nogmaals van 2002 tot 2004.

### Privaat leven
Småge is gehuwd met toneelschrijver Edvard Normann Rønning.